# San José de Maipures
San José de Maipures (también, Maipures) es una vereda del departamento del Vichada (Colombia), ubicada en predios del municipio de Cumaribo, a orillas del río Orinoco y al frente de la isla Ratón, en la frontera entre Colombia y Venezuela. Lo fundó José Solano, en 1762.
Este se caracterizó por haber sido la primera capital departamental, desde la creación de la comisaría del Vichada, en 1913, hasta 1924, cuando la capitalidad se trasladó al centro poblado de Egua (hoy Puerto Nariño, en Cumaribo), sobre el río Vichada.Lo que ocasionó que sus habitantes se desplazara al frente sur de la isla Ratón (Venezuela), en lo que hoy es el caserío de Acapulco (Carlos Lata).
Cercano al este se encuentra el raudal de Maipures, un sitio turístico del Vichada en torno a la confluencia de los ríos Tuparro y Orinoco, que hace parte del parque nacional natural El Tuparro.